# Cementeri General de València

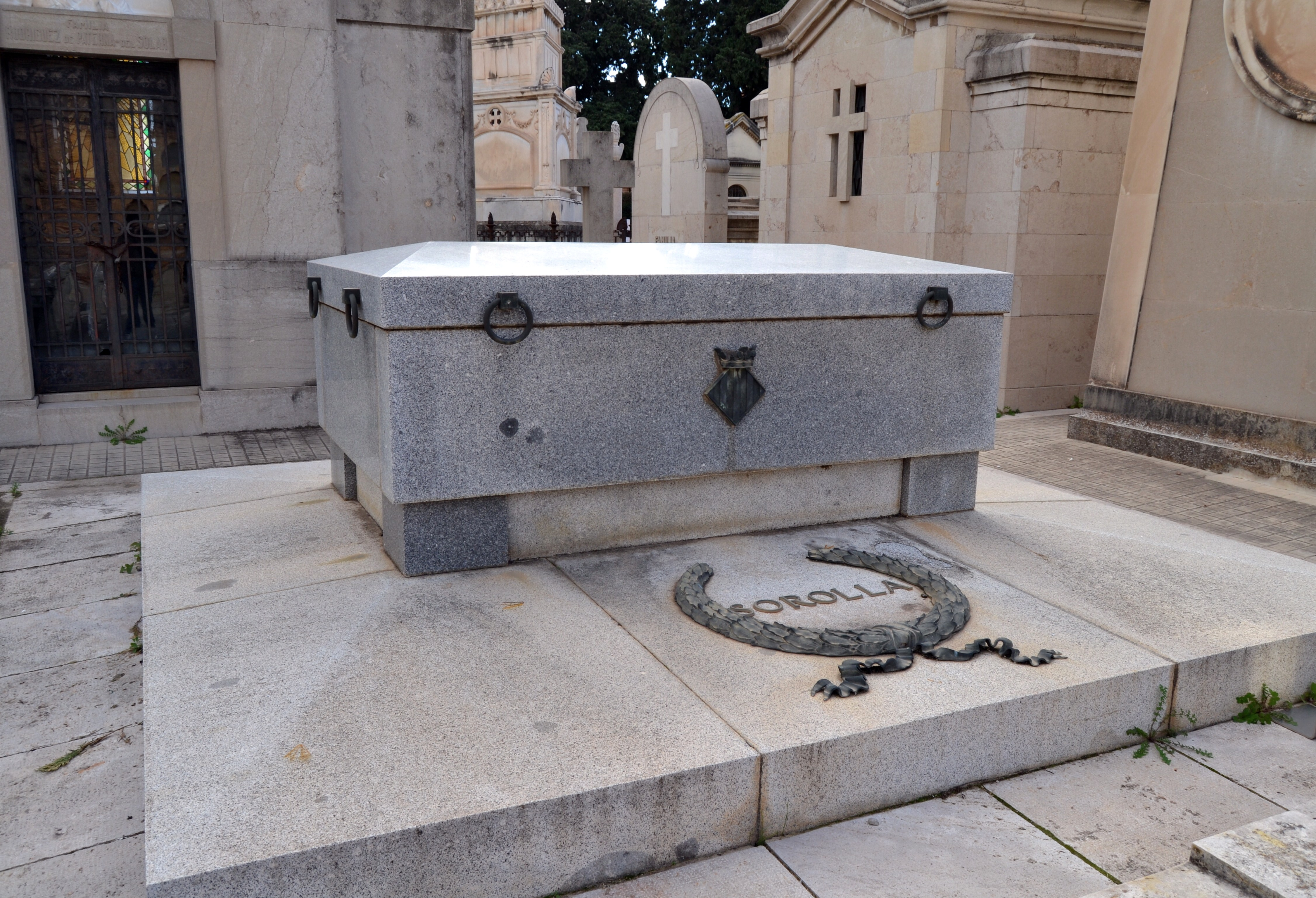
Tomba de Joaquim Sorolla

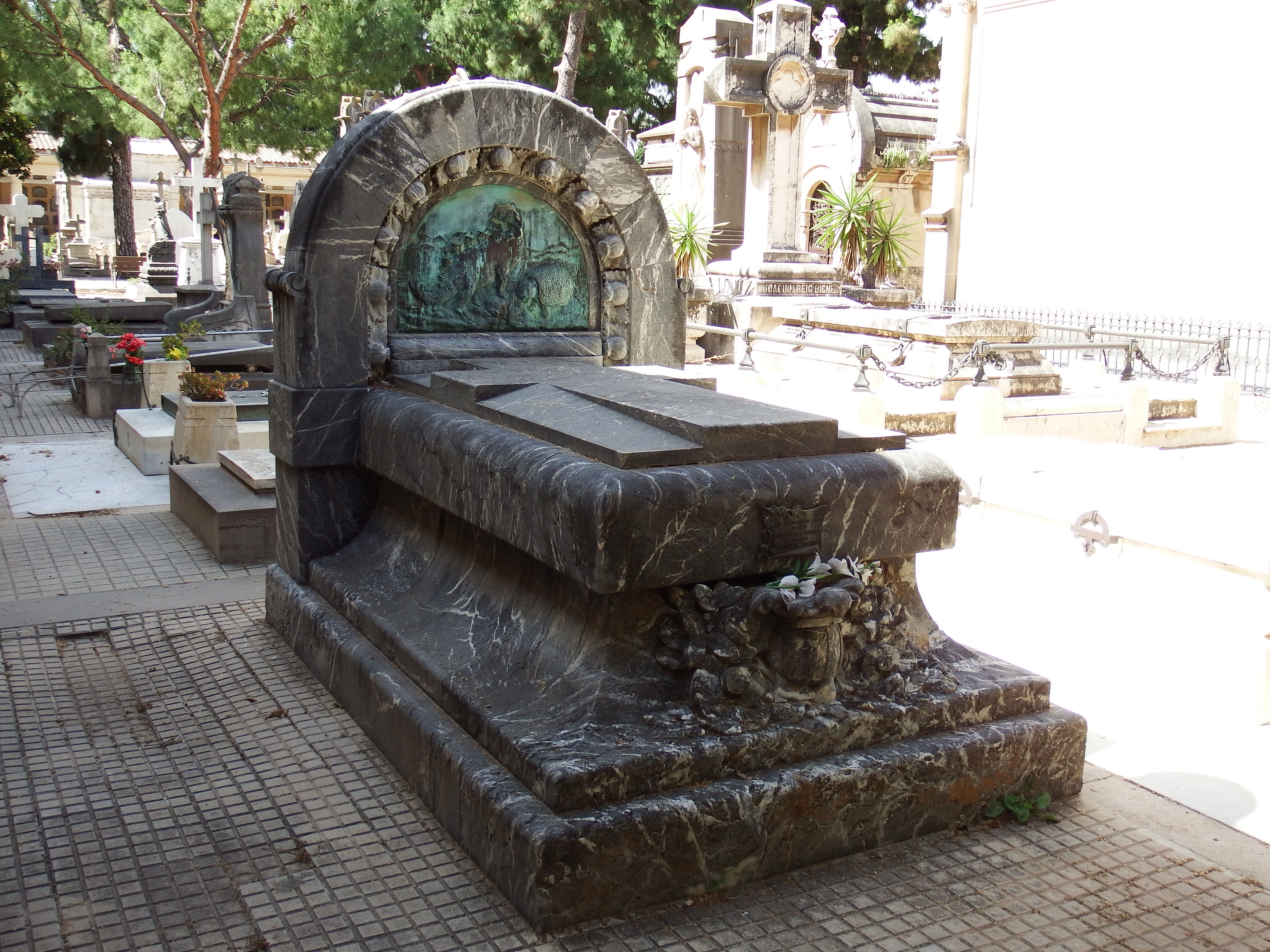
Tomba de Josep Rodrigo Botet

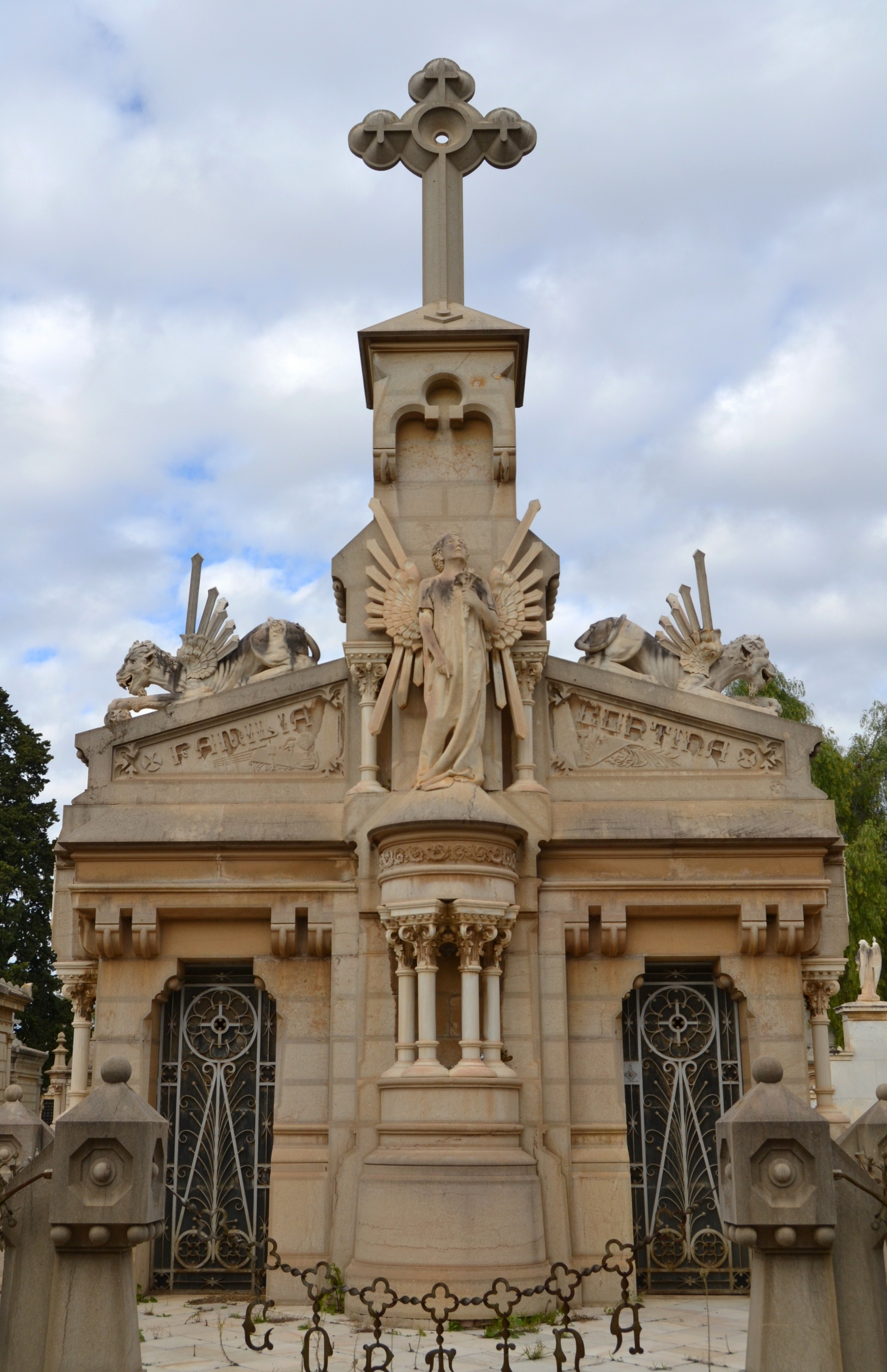
Panteó dels Cortina

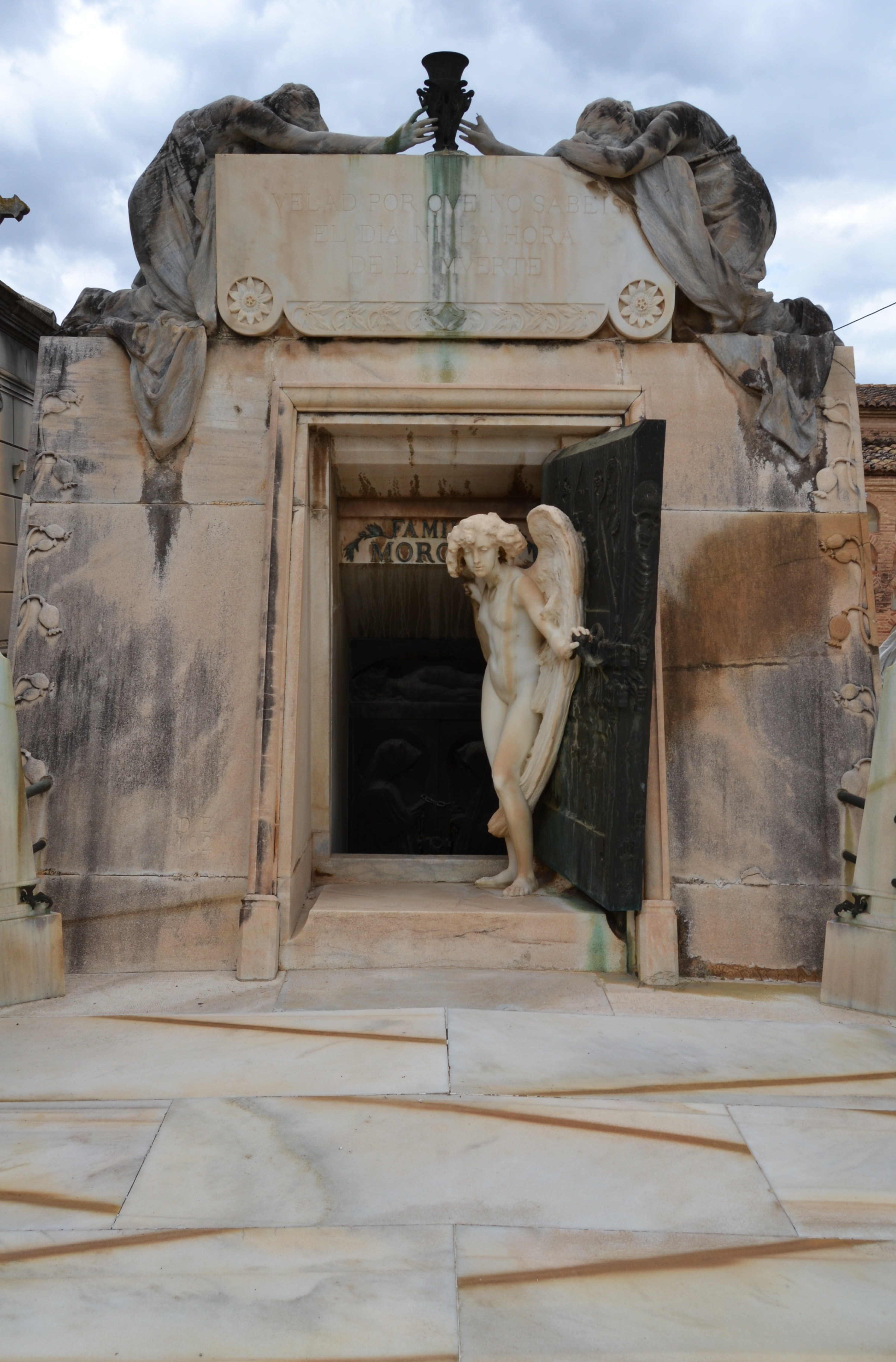
Panteó dels Moròder, amb escultura de Marià Benlliure

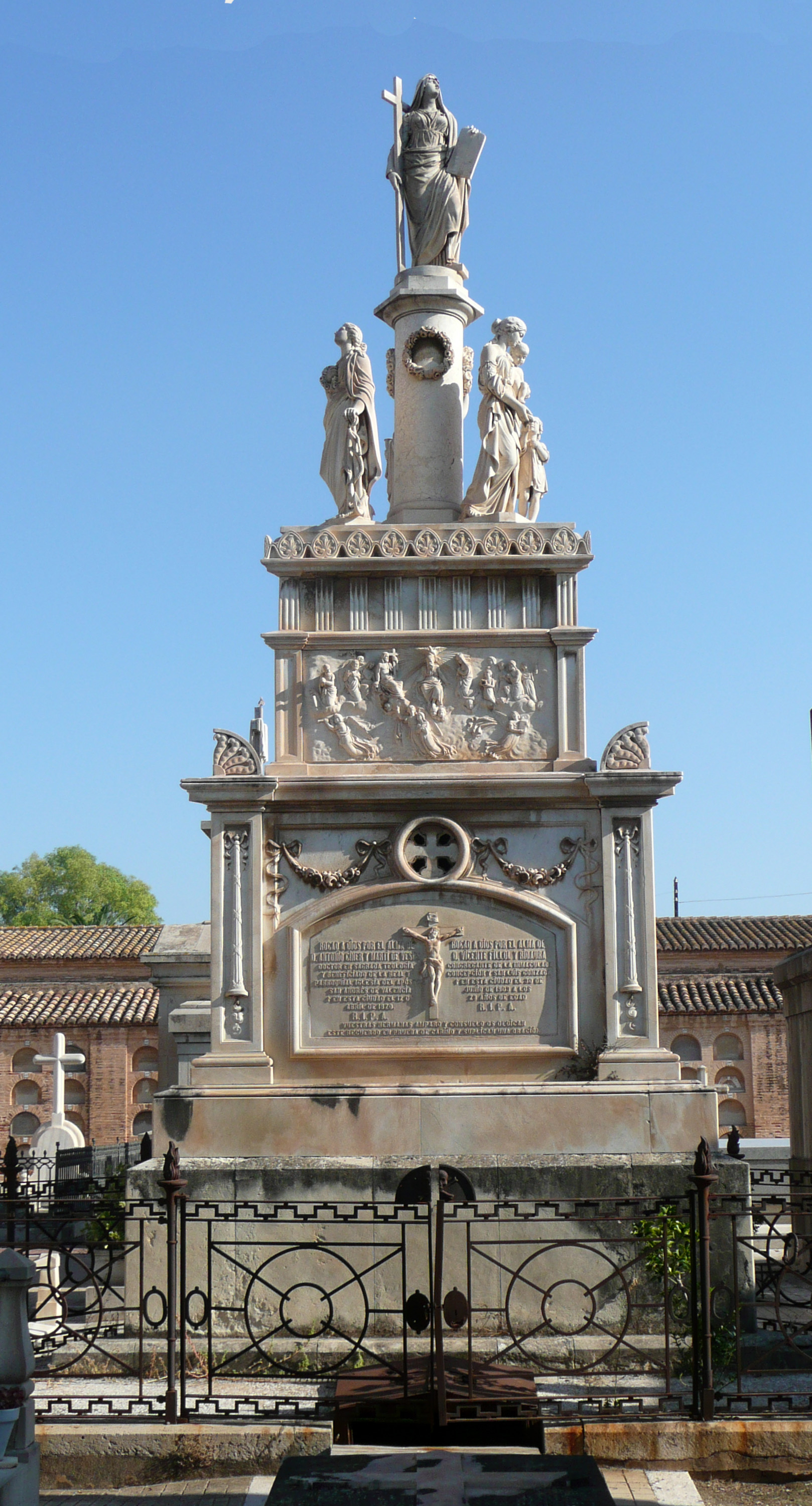
Panteó de Pasqual Maria Estruch

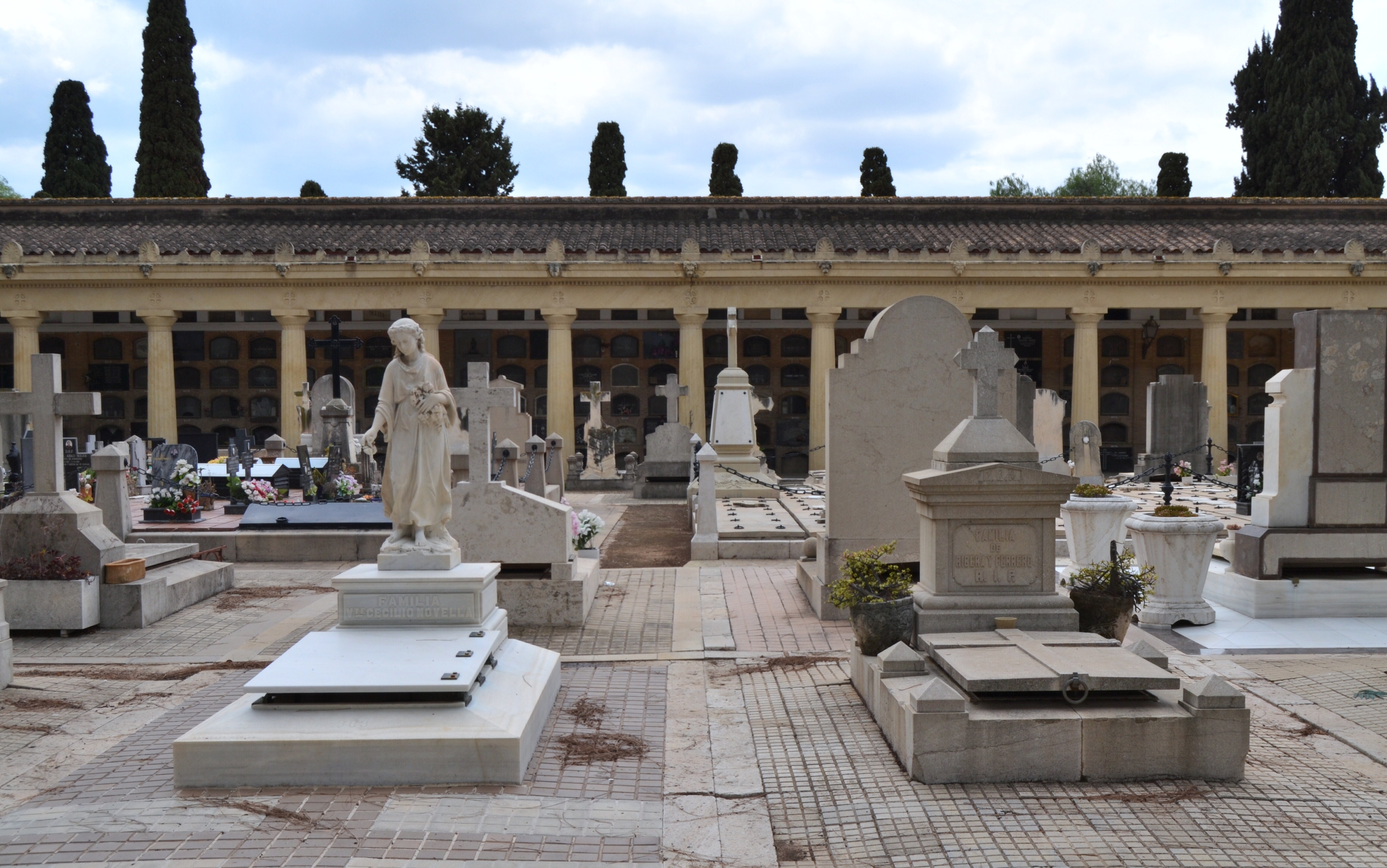
Tombes al pati dels pòrtics

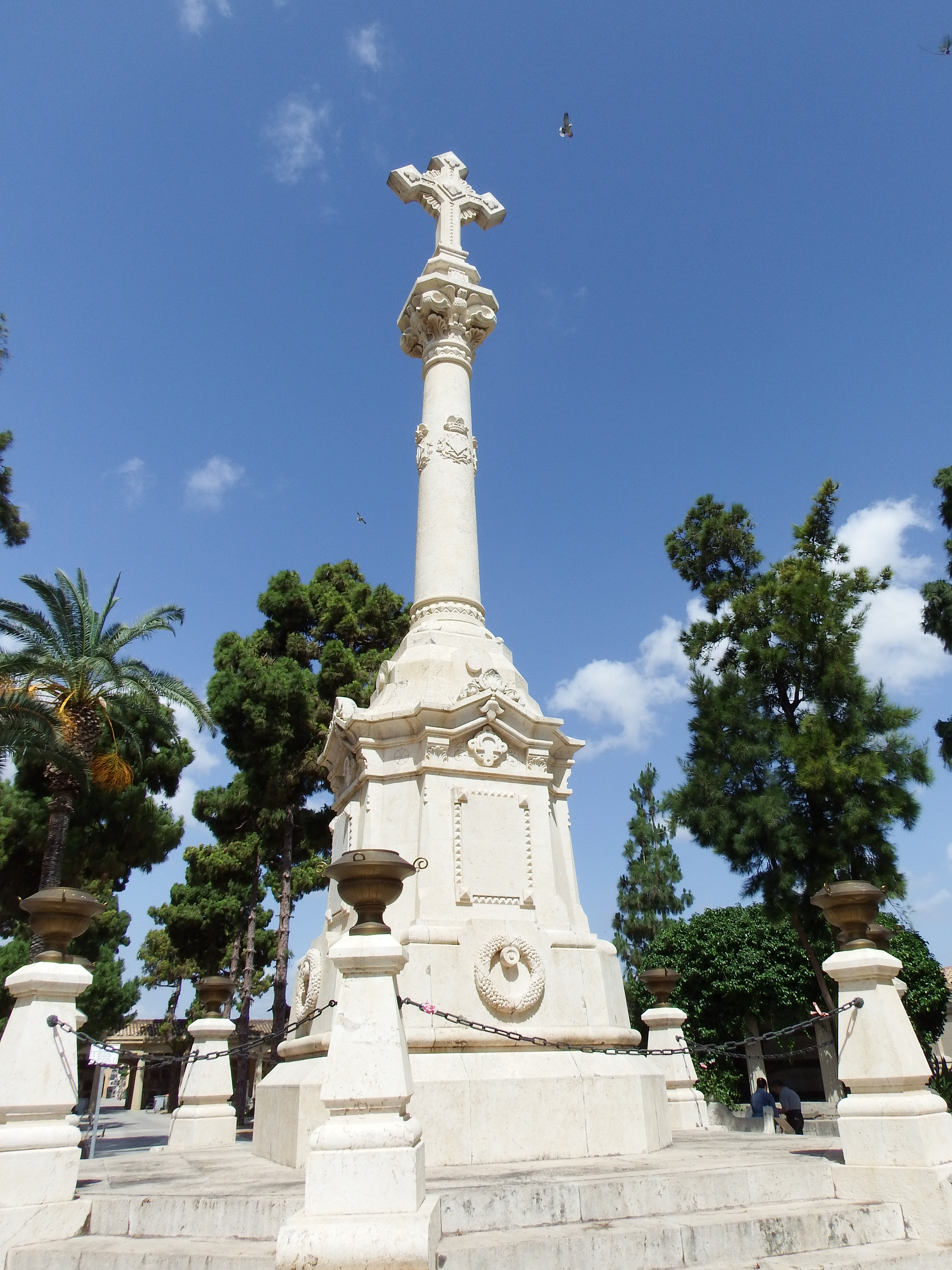
Creu de la fossa dels morts per còlera

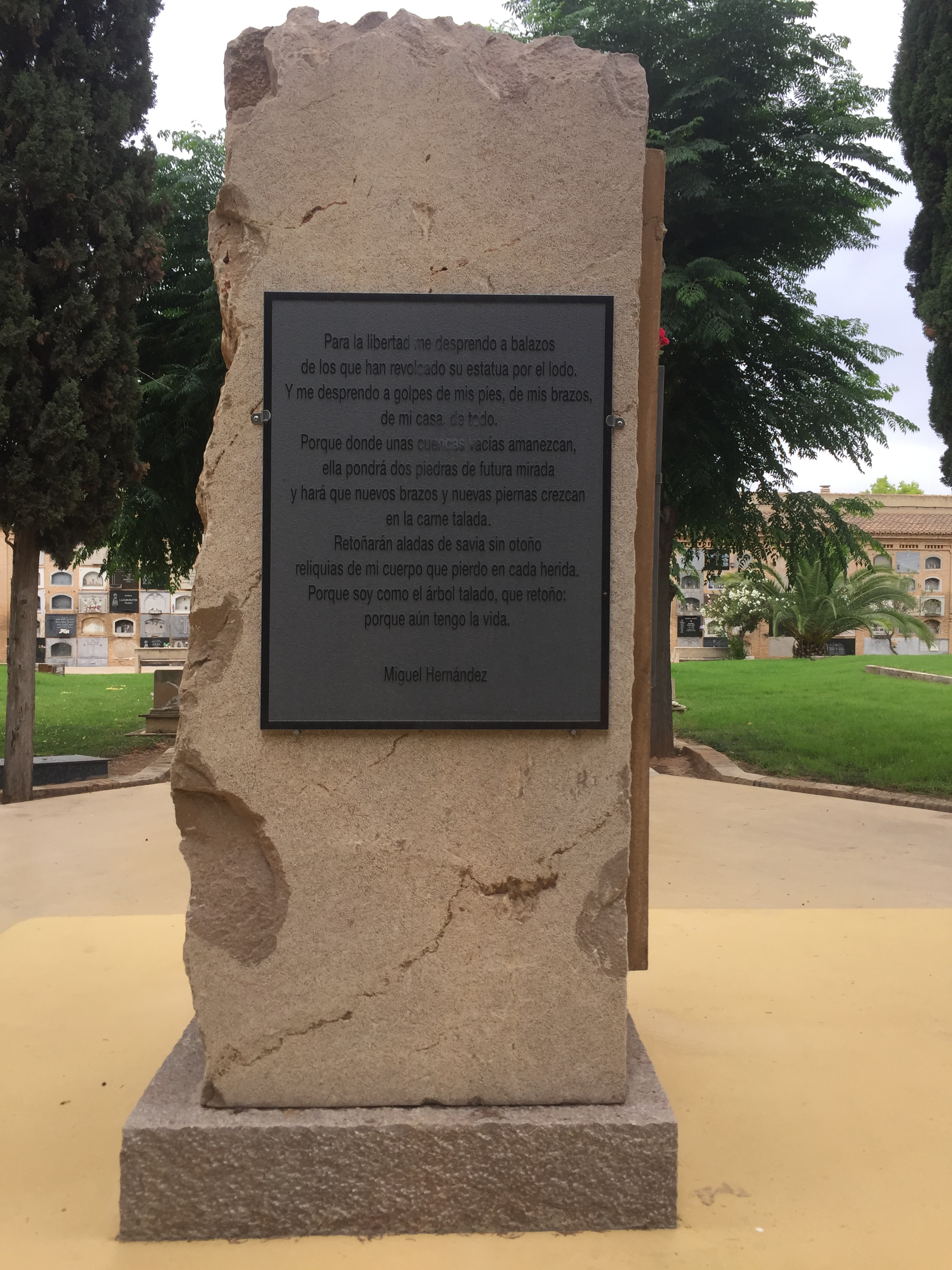
Monument a les víctimes de la repressió franquista, l'odi i la intolerància, amb un text del poeta valencià Miguel Hernández

El Cementeri General de València és al carrer de Sant Doménec de Guzmán número 27, a la ciutat de València.

## Història
El cementeri General de València té el seu origen en les mesures preses a la Reial Cèdula de 3 d'abril de 1787 pel govern de Carles III d'Espanya per tallar els nombrosos problemes sanitaris ocasionats pels enterraments a les esglésies durant el segle xviii, i en la qual es prohibia els enterraments intramurs. Fins a la construcció d'aquesta nova instal·lació, la ciutat de València tenia tretze cementeris intramurs, cadascun corresponent a una parròquia, i també comptava amb els cementeris conventuals, a més de les sepultures instal·lades a l'interior de certes capelles, claustres o a l'interior de temples, i fins i tot en criptes subterrànies, destacant les dues existents sota la Catedral de València o en les esglésies dels Sants Joans, la de l'església del Carme (que comptava amb una cripta en el mateix temple i una altra en la capella del Tercer Orde), la dels temples Trinitaris (els descalços en el temple de Nostra Senyora de la Soledat, i els calçats en la del Remei, tots dos temples desapareguts), la de Sant Joan de l'Hospital, etc.
Els encarregats del projecte van ser els arquitectes municipals de València, Cristòfor Sales i Manuel Blasco. Les obres van començar el juliol de 1805, i va ser inaugurat l'any 1807. L'estil formal del cementeri és neoclàssic, i s'hi poden admirar nombrosos panteons i escultures d'estil modernista valencià i eclèctic d'indubtable valor arquitectònic i artístic, realitzats per arquitectes i escultors de renom.
En un primer moment, el cementeri estava format per un recinte rectangular d'uns 3.200 m² destinat a fossa comuna, emmurallat, amb un accés únic constituït per una porta centrada en el seu mur est, que interiorment donava a un passeig central que dividia l'espai en dues quadres, finalitzat en una capella, situada al fons, adossada al seu mur oest.
En 1808 es construeixen els primers pavellons de nínxols, disposats al voltant del conjunt, i després l'església, de manera que es mantenia al centre del recinte l'espai per a sepultures. Després de l'alçament contra els francesos, el cementeri va ser abandonat i convertit en corral per a bestiar. El 1811, l'Arquebisbat. el va rehabilitar després d'una denúncia de l'Ajuntament.
L'any 1860 es va eixamplar el cementir, cap a l'oest, i la capella restà exempta i en el centre del conjunt. Es va ampliar el nombre de quadres de nínxols, i en els quadres, a partir de la construcció dels dos primers panteons (Joan Baptista Romero, el 1846, i Virgínia Dotres, el 1851) es van construir monuments i mausoleus per a les famílies adinerades de la ciutat. Les ampliacions van continuar cap al sud amb la construcció, el 1880, del «pati de les columnes», anomenat així per estar circumdat per un pòrtic dòric de 170 columnes projectat pels arquitectes J. Calvo, L. Ferreres i J. Arnau. Al centre d'aquest pati es va aixecar la «creu del còlera», d'Antonio Ferré (1892), i l'espai central restà dividit en quatre quadres destinats a panteons. A aquesta ampliació va seguir la sala d'espera (1886) i el Cementeri Civil (1892), al sud, i el «pati de les palmeres» (1907) al nord.
Partint dels plànols disponibles de cartografia històrica de la ciutat de València (1704-1910), la primera referència cartogràfica al Cementeri General de València apareix en els plànols elaborats per l'exèrcit francès, sota el comandament del mariscal Suchet, durant les campanyes militars de 1812 («Plan de Valence assiegée et prise le 9 Janvier 1812 par l'Armée Française d'Aragon aux Ordres de SE le Maréchal Suchet, Duc d'Albufera»). Posteriorment, la configuració inicial es recollirà en el «Mapa de la ciutat de Valencia del Cid hasta una legua en contorno de ella», de Cristòfor Sales, realitzat en 1821, i en el «Plano de València y sus alrededores», realitzat per l'exèrcit en la Campanya Topogràfica del 1882. En aquests plans es localitza sobre el territori la situació dels terrenys del cementeri, però la configuració espacial i arquitectònica s'hi tracta d'una manera molt aproximada. És en els plans cadastrals de 1929-1945 on se'n recull amb detall la configuració precisa, grafiant el cementeri primitiu, la primera ampliació, el pati de les columnes i la primera fase del Cementeri Civil, així com les seccions 3a, 4a dreta, 5a i 7a, projectades segons la tipologia claustral utilitzada al pati de les columnes, incloent-hi el porticat circumdant que mai no va arribar a construir-se. El límit oest del cementeri és la séquia de Favara, i, fins a aquest límit, l'espai no ocupat per sepultures és destinat a sala d'autòpsies, forn crematori, dipòsit de materials i terrenys de reserva per a una futura expansió.
Durant les dècades de 1950 i 1970 es van executar noves ampliacions del cementeri cap a l'oest i cap al sud, seguint el terraplè del ferrocarril que discorre paral·lel al nou llit del riu Túria. Amb l'aprovació, el 28 de desembre de 1988, del Pla General d'Ordenació Urbana de València, les últimes ampliacions s'han fet cap al nord, donant lloc a la construcció de nous blocs de nínxols sobre l'antic camí de Mandingorra i fins a l'actual Ronda Sud.

## Capella
Les capelles en els cementeris estan íntimament relacionades amb l'antiga pràctica litúrgica de celebrar tres misses el Dia dels Fidels Difunts, costum que va ser molt primerenc a València, més concretament en el convent de Sant Doménec, on era ja habitual abans que el papa Benet XIV el confirmés solemnement el 1748. És per això que resultava òbvia la necessitat i escaiença de la construcció d'una capella en el nou cementeri municipal que s'estava planificant, i se situa com a centre del recinte originari, directament unit a l'entrada.
La capella és de dimensions mitjanes, i d'una gran sobrietat arquitectònica, malgrat el monumental pòrtic que la singularitza. L'accés al temple es fa en pujar tres esglaons que donen al pòrtic de sostre voltat que precedeix el temple en si a manera de nàrtex obert, a través d'una porta senzilla. La planta del temple és quadrangular, sense capelles laterals i amb escassa decoració interior, que resta limitada a un doble fris arquitravat corregut en què s'obren dues finestres en cada flanc major. L'altar major es decora amb una fornícula emmarcada en dues columnes jòniques amb la imatge del Crist crucificat com a centre d'atenció i devoció.
La capella també s'ha utilitzat com a lloc d'enterraments, i presenta dos enterraments col·lectius en sengles departaments addicionats als murs laterals externs de la capella, que presenten lluernes pròpies; l'un correspon a la sepultura dels regidors morts en l'exercici del seu càrrec, està constituït per 60 nínxols, va ser construït originàriament el 1826 i s'hi pot accedir tant des de l'interior de la capella, a través d'una porta lateral, com des de l'exterior, a través d'una porta situada a la part posterior de la capella, oberta durant les obres de l'ampliació del 1860; l'altre, que presenta accés des de l'interior de la capella, en el flanc dret d'aquesta, es va reservar per a religiosos o sacerdots morts en «opinió de santedat, venerables en el sentir o declaració canònica eclesiàstica».

## Cementeri Civil
Des que es va construir el Cementeri General de València fins pràcticament a mitjan segle xx, els cementeris tenien a Espanya un principi confessional, estaven destinats a la sepultura dels fidels i eren propietat de l'Església segons precepte canònic, sense tenir en compte si la construcció l'havia dut a terme l'Església o el Consistori. En el cas del cementeri de València, l'autoritat eclesiàstica va reservar a l'Ajuntament, el constructor, a títol d'indemnització i conservació, el dret d'administrar els ingressos i fins i tot de nomenar capellà, responsable i cap superior del cementeri a les ordres immediates de la Comissió de cementeris i encarregat de dur al dia el llibre de registre de sepultats. Ara bé, el 1870, amb la votació de la neutralització dels cementeris a les Corts Constituents, fonamentada en el principi de llibertat de culte que s'havia establert en la constitució de 1869, es va veure la necessitat de crear una zona especial per a la sepultura digna de persones que no practiquessin cap credo. Però el projecte es va retardar fins al 1876, any en què la nova Constitució establí el principi de tolerància de cultes, la qual cosa va propiciar la constitució, el 1889, del que es coneixeria com a Cementeri Civil.
Aquest cementeri restava integrat dins de l'espai del cementeri general, però va estar incomunicat amb aquest fins a la secularització dels cementeris que va tenir lloc durant la II República, i va formar novament un recinte a part des del 1939 fins al 1979, que va ser incorporat a la secció 4a esquerra.
Estava format per uns 1222 m², dels quals se'n van destinar uns 330 a l'habitatge del conserge, sala d'observació i altres dependències. L'entrada exterior a aquest cementeri era per l'antic camí de Picassent, i l'autor de l'obra va ser l'arquitecte municipal Luis María Cabello.
En aquesta àrea destaquen:
- Mausoleu d'Alfredo Calderón, de 1911, obra de Rafael Moreno i escultura de Francisco Paredes.
- Monument a Constantí Llombart, per subscripció popular, datat de 1901.
- Tomba de Vicente Sorribes Sánchez, amb bust del difunt, obra de Joaquim Bo.
- Tomba de la família Cañizares, amb un fris de baixos relleus obra de Manuel Silvestre de Edeta.
- Tomba d'A. Calleja, en la qual descansen les restes de la dona de Pablo Iglesias, Amparo Meliá Morroig.

## British Protestant Cemetery
El cementiri dels protestants britànics  es va construir uns dotze anys abans que el Cementeri Civil. A diferència de l'anterior, es va fer fora del recinte del cementeri general, just davant, a la mateixa plaça de Sant Doménec de Guzmán. El seu origen està fonamentat en la Reial Ordre de 13 de novembre de 1831, que donava el vistiplau a la construcció de cementeris especials per als súbdits anglesos, encara que no tenien permès construir capella, ni qualsevol altre senyal de temple ni de culte, ja fos públic o privat. És considerat com un dels primers cementeris anglesos d'Espanya; encara que és un poc posterior al de Tarragona, és bastant anterior als de Santander, Camariñas, Bilbao i fins i tot al de Dénia (del 1856) destinat a la colònia anglesa que s'hi dedicava al comerç de la pansa.

## Obres
A l'arxiu del Cementeri General de València hi ha documents que proven la participació d'arquitectes fomosos en sepulcres i panteons com ara Manuel Cortina, Antoni Martorell, Salvador Monmeneu Escrig, Joaquín Arnau, Ramon Jiménez, Sebastià Monleón, Vicente Rodríguez, Joaquín Rieta Síster, Emilio Rieta López, etc. Entre les escultures, hi destaquen les obres de Marià Benlliure, José Capuz, Antonio Ferré, José Pellicer, etc.
- Panteó de Pascual Maria Estruch.
- Panteó Llovera, monument funerari en forma de piràmide, obra d'Antonio Martorell Trilles, 1883.[16]
- Panteó d'Antoni Cortina Farinós, projecte d'Antonio Martorell Trilles, 1891.
- Panteó de la família Moròder, obra d'Antonio Martorell Trilles, 1907.

## Enterraments notables
Relació parcial de persones famoses sepultades en aquest cementeri:
- Salvador Abril (1862-1924), pintor.
- Joaquim Agrasot (1836-1919), pintor.
- Amparo Alabau (1886-1912), cantant d'òpera.
- Carmen Alborch (1947-2018), política.
- Francesc Almela i Vives (1901-1967), escriptor.
- Ciril Amorós (1830-1887), polític.
- Fèlix Azzati (1874-1929), polític i periodista.
- Artur Ballester (1892-1981), pintor.
- Josep Maria Bayarri (1886-1970), poeta.
- Maria Beneyto (1922-2011), escriptora.
- Josep Benlliure (1855-1937), pintor.
- Juan de Ribera Berenguer (1935-2016), pintor.
- Vicent Blasco Ibáñez (1867-1928), novel·lista i polític.
- Vicent Boix (1813-1880), escriptor.
- Lucrezia Bori (1887-1960), cantant d'òpera.
- Nino Bravo (1944-1973), cantant popular.
- José Capuz Mamano (1884-1964), escultor.
- Xavier Casp (1915-2004), poeta.
- Alfredo Calderón (1850-1907), periodista.
- José Ramon Cancer (1950-2013), fotògraf.
- Antoni Cortina Farinós (1841-1890), pintor.
- Miquel Duran i Tortajada (1883-1947), poeta.
- Manuel Edo (1911-1991), pintor i escultor.
- Eduard Escalante (1834-1895), autor teatral.
- Juan Gil-Albert (1904-1994), escriptor.
- Salvador Giner (1832-1911), compositor.
- Ernesto Hervás (1873-1949), baríton.
- Genaro Lahuerta (1905-1985), pintor.
- Teodor Llorente (1836-1911), poeta i periodista.
- Eduard López-Chávarri (1871-1970), compositor i musicòleg.
- Francesc Mora i Berenguer (1875-1961), arquitecte.
- Ricardo Muñoz Suay (1917-1997), guionista i productor de cine.
- Julio Peris Brell (1866-1944), pintor.
- Joan Baptista Peset i Aleixandre (1886-1941), metge.
- Ignasi Pinazo (1849-1916), pintor
- Olga Poliakoff (1921-2006), ballarina
- Eduardo Primo Yúfera (1918-2007), bioquímic
- Vicent W. Querol (1836-1889), poeta
- Cora Raga (1893-1980), mezzosoprano
- Demetri Ribes (1875-1921), arquitecte
- Manuel Sanchis i Guarner (1911-1981), lingüista
- Elena Sorolla (1895-1975), escultora
- Joaquim Sorolla (1863-1923), pintor
- Maximilià Thous i Orts (1875-1947), escriptor i cineasta
- Salvador Tuset (1883-1951), pintor
- Pedro de Valencia (1902-1971), pintor
- Enric Valor (1911-2000), escriptor